# حماد البربري
حماد البربري كان قائدًا وواليًا عباسيًّا. نسبه "البربري" نسبة إلى أصله البربري (الأمازيغي). ويذكر اليعقوبي أنه وُلد في تونس.
كان في الأصل مولًى لهارون الرشيد (حكم. 786–809 م)، وأعتقه عندما تولى العرش. وبحسب الطبري، فقد عينه حاكمًا على مكة واليمن في عام 800، على الرغم من أن اليعقوبي يذكر أنه كان بالفعل حاكمًا على اليمن منذ عام 795. كانت مدة ولايته 13 عامًا حسب اليعقوبي، على الرغم من أنه والطبري يختلفان حول متى عُزل من منصبه: وفقًا لتسلسل يعقوبي كان ذلك في عام 808، بينما سجل الطبري أنه استمر في منصبه حتى بعد وفاة هارون الرشيد.
لقد نجحت فترة حكمه الطويلة في فرض النظام وتأمين طرق التجارة في المنطقة، ولكن قسوة حكمه كانت كبيرة لدرجة أن الشعب اليمني المضطهد أرسل وفدًا إلى هارون لعزله. وقد أدّت قسوته الشديدة إلى إثارة ثورة الزعيم الحميري هيثم بن عبد المجيد الهمداني في اليمن، والتي بدأت حوالي عام 798 واستمرت حتى هزيمة زعيم المتمردين وأسره في عام 807 م.
وكان ابنه محمد قائدًا عسكريًا انحاز إلى الخليفة الأمين في الفتنة الرابعة.